# Rodrigo Izquierdo
Rodrigo Izquierdo, vollständiger Name Rodrigo Andrés Izquierdo Díaz, (* 19. November 1992 in San Ramón) ist ein uruguayischer Fußballspieler.

## Karriere
Der 1,70 Meter große Defensivakteur Izquierdo gehörte seit 2010 den Jugendmannschaften des Club Atlético Cerro an. Er steht mindestens seit der Saison 2013/14 beim Erstligateam im Kader. Beim Verein aus Montevideo absolvierte in jener Spielzeit 2013/14 allerdings kein Pflichtspiel. In der Saison 2014/15, in der am 7. September 2014  bei der 0:4-Auswärtsniederlage beim Tacuarembó FC mit einem Startelfeinsatz sein Saisondebüt feierte, wurde er dreimal in der Primera División eingesetzt. Während der Spielzeit 2015/16 stehen vier Erstligaeinsätze, in der Saison 2016 ein weiterer für ihn zu Buche. Während der laufenden Saison 2017 lief er bislang (Stand: 22. Juli 2017) 22-mal in der Liga und zweimal in der Copa Libertadores 2017 auf. Einen Pflichtspieltreffer für Cerro kann er noch nicht vorweisen.